# Кнорре, Фёдор Карлович
Фёдор Карлович Кнорре (нем. Theodor Karl Knorre; 25 августа (6 сентября) 1831, Одесса, Херсонская губерния, Российская империя — 27 марта (9 апреля) 1911, Либава, Курляндская губерния, Российская империя) — архитектор, гражданский инженер. Известен своими работами в Ставрополе.

## Биография
Старший сын Карла Христофоровича Кнорре родился 25 августа (6 сентября) 1831 года в Одессе (по другим сведениям — 13 августа 1831 года). Окончил курс в высшем уездном училище в Лифляндской губернии. В 1849 году поступил в Императорскую академию художеств по отделу архитектуры и, получив там серебряную медаль второго достоинства за архитектурные проекты, был допущен в 1853 году к слушанию лекций в Петербургском строительном училище. В 1855 году выпущен со званием архитекторского помощника и правом на чин коллежского секретаря.
В июне 1855 года был определён на службу в киевскую строительную и дорожную комиссию. В 1857 году оттуда уволился для дальнейшего архитектурного образования. Был вольнослушателем Берлинской архитектурной академии, участвовал в изысканиях при строительстве горной железной дороги в Силезии.
В конце 1858 года под руководством С. Кербедза принимал участие в составлении проекта для постройки курско-киевской железной дороги и затем последовательно участвовал в постройках железных дорог: московско-рязанской, рязанско-козловской, московско-курской, курско-киевской, орлово-грязской и харьково-николаевской. Затем несколько лет занимался частной практикой в Николаеве. 
В 1878 году вновь был принят на службу в Ставропольскую губернию, где в течение года занимал место губернского архитектора, а в 1879—1891 годах — губернского инженера. В 1893 году вновь занял должность губернского архитектора в Ставрополе.
Член общества гражданских инженеров (с 1894). Имел награды: орден Святого Станислава 2-й степени (1883).
Умер в Либаве 27 марта (9 апреля) 1911 года.

## Семья
Был женат четыре раза.

## Проекты и постройки

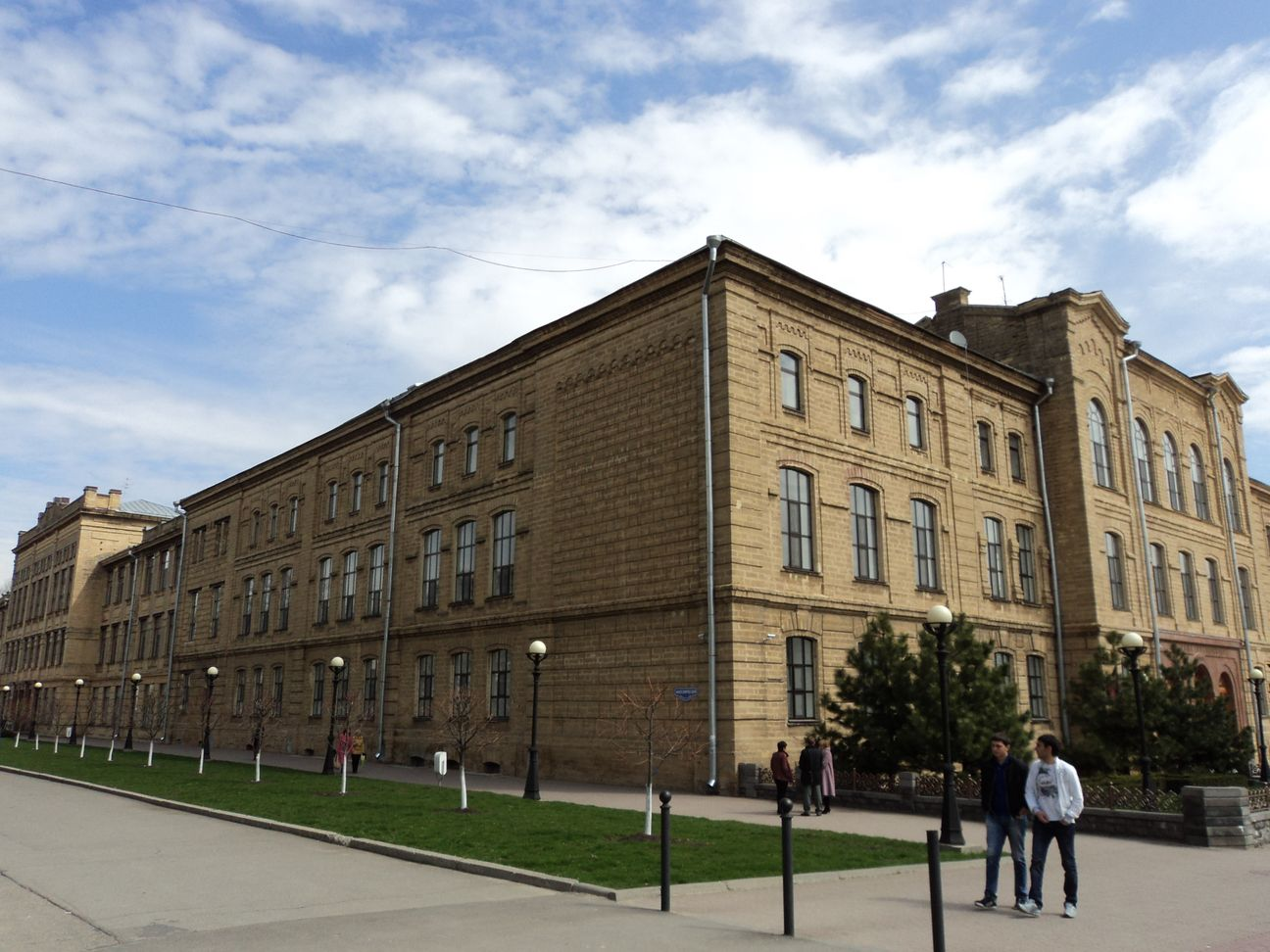
Кавказское епархиальное женское училище, 1887

### Ставрополь
- Около 20 новых и 20 перестроенных церквей в Ставропольской губернии (1878—1891)[5];
- Кавказское епархиальное женское училище (1887);
- Колокольня и архиереский дом Андреевского собора (1888);
- Мужское духовное училище (перестройка и расширение);
- Перестройка зданий для окружного суда и дворянского собрания;

### Другие места
- Станционные здания и сооружения Московско-Курской железной дороги, в том числе вокзал в Серпухове (1868);
- Станционные здания и сооружения Московско-Рязанской железной дороги (1869);
- Благодарненская уездная тюрьма, Благодарный (1892)[5].